# Wrist Ship Supply
Wrist Ship Supply er en dansk international virksomhed og verdens førende leverandør af skibs-offshore-forsyninger med en markedsandel på mere end 9%. Wrist beskæftiger sig desuden med håndtering af rederigods, shipping, luftfragt og andre relaterede marine services. 
Virksomheden blev grundlagt i 1953, og på nuværende tidspunkt har de kontorer i over 35 havne verden rundt. I 2022 havde de 1600 ansatte. 
Siden 2007 har hovedaktionæren i Wrist været Altor Fund II GP Limited.

## Historie
Ove Wrist & Co. Blev grundlagt I 1953 af Ove Wrist efter hans venner opfordrede ham til at starte en virksomhed. På dette tidspunkt havde den 56-årige man flere års erfaring som skibsleverandør. Ove Wrist kørte fra skibene i Aalborg og Nørresundby og ud til de lokale butikker, hvor han købte deres proviant. I 1960 fik han et lille lokale i Aalborg, hvor han kunne ansatte fire personer og servicere små skibe fra nordiske havne.
Ove Wrist gik på pension i 1966, og virksomheden blev til et aktieselskab ved navn Ove Wrist og & CO ltd. Mens Ove var bosiddende i Aalborg, var han i øvrigt medejer af et andet firma.  
Igennem årene opretter Wrist en række kontorer verden over, herunder: Rotterdam, Dubai, Singapore, Algeciras, Houston, Montreal, Antwerp m.m samt erhverver en række selskaber herunder Garrets International, Strachans, Klevenberg m.m.

## Logistik og transport
Wrist Marine Logistics blev grundlagt i 2006 og fungerer som den logistiske del af Wrist Group. De tilbyder en verdensomspændende service ved at inkludere fragt af skibsdele, oplagring og håndtering af komplekse leveringer af større skibsdele. Hertil følger transport, reparation og fragt verden over hvor kunden kan heraf følge hele processen  I 2021 leverede de en 35.5 tons skibspropeller fra manufakturen i Sydkorea til kunden i Spanien på kun én måned. 

## Datterselskaber
Virksomheden driver en lang række datterselskaber, heriblandt Garrets International Ltd, Strachans Ltd, Wrist North America Inc., Wrist Europe, Wrist Far East (Singapore) Pte.